# Kordići Žumberački
Kordići Žumberački es una localidad de Croacia en el municipio de Žumberak, condado de Zagreb.

## Geografía
Se encuentra a una altitud de 683 m s. n. m. a 72 km de la capital nacional, Zagreb.

## Demografía
En el censo 2011, el total de población de la localidad fue de 5 habitantes.